# Rocköarna

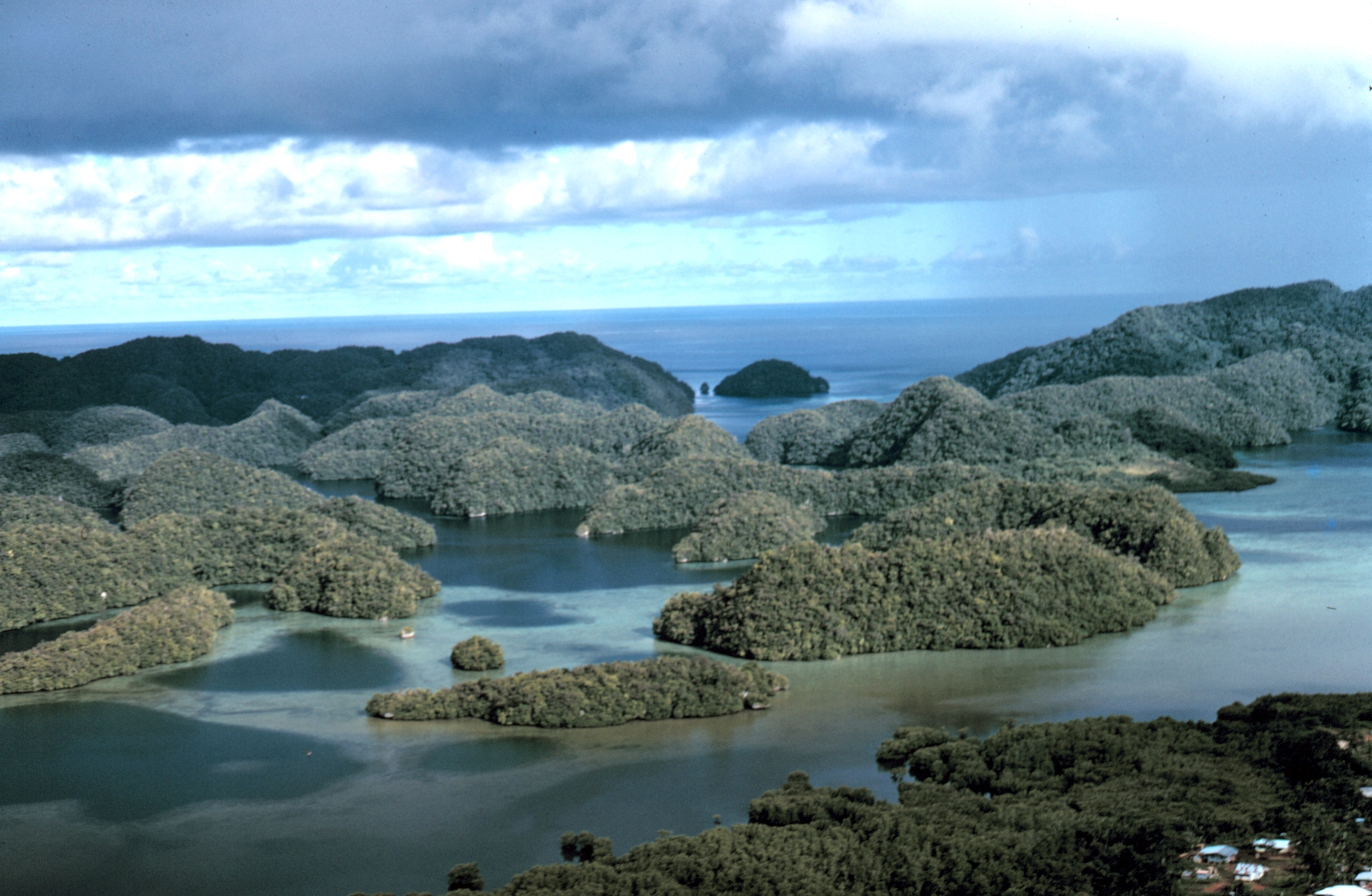
Rocköarna

Rocköarna eller Chelbacheb är en ögrupp i Palau i Stilla havet.

## Geografi
Ögruppen har en areal på ca 47 km² och är i stort helt obebodd. Området ligger sydväst om huvudön Babeldaob mellan Koror och Peleliu. Huvudöns geografiska koordinater är 7°10′37″N 134°15′58″Ö / 7.17694°N 134.26611°Ö
Ögruppen ligger inom ett korallrev och omfattar omkring 250 öar i varierande storlek fördelade i grupper och enstaka öar där de största är 
- Ngermeuabgel
- Ngerukuid islands (även Seventy Islands)
- Mecherchar (även Eil Malk)
- Ngeruktabel (även Urukthapel).
- Ulebsechel
- Ulong

Öarna består av korallsten och kalksten och den högsta höjden är på ca 200 m ö.h. Förvaltningsmässigt ingår ögruppen i delstaten Koror.

## Historia
Arkeologer har hittat ruiner efter bebyggelse daterad kring 1200-talet.
Under andra världskriget, då området ockuperades av Japan, byggdes några militära anläggningar kring fyrtornet på Ngeremdiu.
Området har ett mycket rikt och varierande havs- och landliv med såväl koraller och fiskar samt fåglar varav en del är endemiska, till exempel Stor Brillefågel (Megazosterops palauensis), en underart av tättingar, och Palau purpurduvan (Gallicolumba canifrons), en underart av duvor (). På Mecherchar ligger den kända "Jellyfish Lake", en insjö med maneter.
Ngerukewid Islands är redan en nationalpark "Ngerukewid Wildlife Preserve" och planer finns på att göra hela området till skyddad område.
Ögruppen är ett väldigt populärt utflyktsområde framförallt bland dykare.
6 november 2007 sattes ögruppen och dess korallrev upp på Palaus tentativa världsarvlista. och den 29 juni fick Rocköarna världsarvsstatus.